# واپنیتسه (ناحیه اوهرسکه هرادیشتی)
واپنیتسه (به چکی: Vápenice) یک منطقهٔ مسکونی در جمهوری چک است که در ناحیه اوهرسکه هرادیشتی واقع شده‌است. واپنیتسه ۹٫۸۸ کیلومتر مربع مساحت و ۲۰۱ نفر جمعیت دارد و ۴۶۰ متر بالاتر از سطح دریا واقع شده‌است.